# Ochraethes
Ochraethes es un género de escarabajos longicornios.

## Especies
- Ochraethes brevicornis (Chevrolat, 1860)
- Ochraethes cinereolus (Bates, 1892)
- Ochraethes citrinus (Chevrolat, 1860)
- Ochraethes confusus Pérez-Flores & Toledo-Hernández, 2022
- Ochraethes dimidiaticornis (Chevrolat, 1860)
- Ochraethes nevadensis Heffern, Botero & Santos-Silva, 2020
- Ochraethes nigrescens Chemsak & Linsley, 1974
- Ochraethes nigroapicalis Pérez-Flores & Toledo-Hernández, 2022
- Ochraethes nigropunctatus (Chevrolat, 1860)
- Ochraethes obliquus (Chevrolat, 1860)
- Ochraethes obscuricornis Bates, 1892
- Ochraethes palmeri Bates, 1880
- Ochraethes picticornis Bates, 1880
- Ochraethes pollinosus (Chevrolat, 1835)
- Ochraethes skillmani Wappes, Santos-Silva & Botero, 2018
- Ochraethes sommeri (Chevrolat, 1835)
- Ochraethes tomentosus (Chevrolat, 1860)
- Ochraethes tulensis Bates, 1892
- Ochraethes umbratilis Bates, 1885
- Ochraethes viridiventris (Chevrolat, 1860)
- Ochraethes z-littera (Chevrolat, 1860)